# Monte Henry Lucy
Il Monte Henry Lucy (in lingua inglese: Mount Henry Lucy) è un prominente picco roccioso antartico, alto 3.020 m, situato 5 km a sud-sudest del Monte White, all'estremità meridionale del Supporters Range, catena montuosa che fa parte dei Monti della Regina Maud, in Antartide.
Fu scoperto dalla Spedizione Nimrod, svoltasi tra gli anni 1907-09, la prima delle tre spedizioni antartiche guidate dall'esploratore britannico Ernest Shackleton.
La denominazione fu assegnata in onore di William Henry Lucy, membro del Parlamento del Regno Unito, che aveva pubblicizzato la spedizione ed era riuscito a far approvare dal Parlamento un sussidio statale per la spedizione.